# Mississippi Authority for Educational Television Tower
Der Mississippi Authority for Educational Television Tower ist ein Radiomast der Mississippi Authority for Educational Television, welcher sich in Raymond, Mississippi befindet. Der im Jahre 2000 errichtete Sendemast wird zur Fernsehübertragung genutzt. Er erreicht eine Höhe von 474,90 m und zählt damit zu den höchsten Türmen Mississippis.